# Tristania
Tristania er et gothic metal-band fra Norge, som blev dannet i slutningen af 1996 af Morten Veland, Einar Moen og Kenneth Olsson.

## Medlemmer

### Current members
- Østen Bergøy – Vokal
- Mariangela Demurtas – Vokal
- Anders Høyvik Hidle – Guitar, growl
- Rune Østerhus – Bas
- Einar Moen – Keyboard, programering
- Kenneth Olsson – Drums

#### Nuværende turnémedlemmer
- Ole Vistnes – Bas
- Tarad Lie – Trommer

### Tidligere medlemmer
- Morten Veland – Guitar, Growl
- Kjetil Ingebrethsen – Growl
- Vibeke Stene – Vokal
- Svein Terje Solvang – Guitar, growl

## Diskografi

### Studiealbums
- Tristania (ep) (1997)
- Widow's Weeds (1998)
- Beyond the Veil (1999)
- Midwintertears/Angina (2001)
- World of Glass (2001)
- Ashes (2005)
- Illumination (2007)